# Sinal·làctides
Els sinal·làctides (Synallactida) són un ordre d'equinoderms holoturoïdeus. Els tàxons que s'hi inclouen es classificaven abans en l'ordre Aspidochirotida, que ha estat abandonat ja que ha resultat ser polifilètic. Inclou l'espardenya de mar (Parastichopus regalis), comuna al litoral dels Països Catalans, i molt apreciada en gastronomia.

## Taxonomia
L'ordre Synallactida inclou 130 espècies en tres famílies:
- Família Deimatidae Théel, 1882
- Família Stichopodidae Haeckel, 1896
- Família Synallactidae Ludwig, 1894